# All This, and Heaven Too
All This, and Heaven Too is een Amerikaanse film uit 1940 onder regie van Anatole Litvak. De film is gebaseerd op een boek van Rachel Field. All This, and Heaven Too kreeg drie Oscarnominaties maar won er geen. Ernest Haller kreeg een nominatie voor Beste Camerawerk, Barbara O'Neil kreeg een nominatie voor Beste Vrouwelijke Bijrol en de film zelf kreeg ook een nominatie. Er waren tijdens het filmen 67 sets nodig; in die tijd een record. Ook droeg Bette Davis 37 kostuums, die per stuk 1.000 dollar kostten.

## Verhaal
Henriette krijgt een nieuwe baan en wordt de gouvernante van de kinderen van de hertog van Praslin. Zijn vrouw is hier minder blij mee en verspreidt geruchten over dat er een affaire zou zijn tussen de hertog en de nieuwe gouvernante. Als de vrouw van de hertog wordt vermoord, is Henriette een verdachte.

## Rolverdeling
| Acteur           | Personage                  |
| ---------------- | -------------------------- |
| Bette Davis      | Henriette Deluzy-Desportes |
| Charles Boyer    | Hertog van Praslin         |
| Barbara O'Neil   | Vrouw van de Hertog        |
| Jeffrey Lynn     | Henry Martyn Field         |
| Virginia Weidler | Louise                     |
| June Lockhart    | Isabelle                   |
| Helen Westley    | Madame LeMaire             |
| Henry Daniell    | Broussais                  |
| Harry Davenport  | Pierre                     |
| Montagu Love     | Marechal Sebastiani        |